# Циб Володимир Іванович
Володи́мир Іва́нович Ци́б — лейтенант Збройних сил України.
Станом на березень 2018 року — головний спеціаліст командування, Золотоніський районний військовий комісаріат.

## Нагороди та вшанування
- Указом Президента України № 741/2019 від 10 жовтня 2019 року за «особисту мужність і самовіддані дії, виявлені у захисті державного суверенітету та територіальної цілісності України» нагороджений орденом «За мужність» III ступеня[1]